# Kondo Tondi
Kondo Tondi (auch: Kondi Tondi, Kondotondi, Kondo Tonndi) ist ein Dorf in der Landgemeinde Karma in Niger.

## Geographie
Das von einem traditionellen Ortsvorsteher (chef traditionnel) geleitete Dorf liegt am linken Ufer des Flusses Niger. Es befindet sich rund 15 Kilometer nordwestlich des Hauptorts Karma der gleichnamigen Landgemeinde, die zum Departement Kollo in der Region Tillabéri gehört. Zu den Siedlungen in der näheren Umgebung von Kondo Tondi zählen am selben Flussufer Koria Haoussa im Norden und Zama Koira Zéno im Süden sowie am gegenüberliegenden Flussufer Koria Gourma im Südwesten und Latakabia Peulh im Westen.
Kondo Tondi ist Teil der Übergangszone zwischen Sahel und Sudan. Die durchschnittliche jährliche Niederschlagshöhe beträgt hier zwischen 400 und 500 mm.

## Geschichte
Der französische humanitäre Verein Niger Ma Zaada errichtete 2013 eine Wasserleitung und 2017 eine Getreidemühle im Ort. Kondo Tondi war im August 2019 von Überschwemmungen betroffen. Die Bevölkerung war aufgerufen, ihre Häuser zu verlassen.

## Bevölkerung
Bei der Volkszählung 2012 hatte Kondo Tondi 434 Einwohner, die in 58 Haushalten lebten. Bei der Volkszählung 2001 betrug die Einwohnerzahl 258 in 33 Haushalten und bei der Volkszählung 1988 belief sich die Einwohnerzahl auf 1591 in 204 Haushalten.

## Wirtschaft und Infrastruktur
Es gibt eine Schule im Dorf. Diese war in den 1970er Jahren an einem groß angelegten Schulfernsehen-Projekt beteiligt, aus dem das erste nationale Fernsehprogramm der staatlichen Rundfunkanstalt ORTN hervorging. Die Schulgebäude wurden 2019 neu erbaut. Als staatliche islamische Schule für Kinder wurde 2007 außerdem eine Medersa gegründet.